# 德华银行

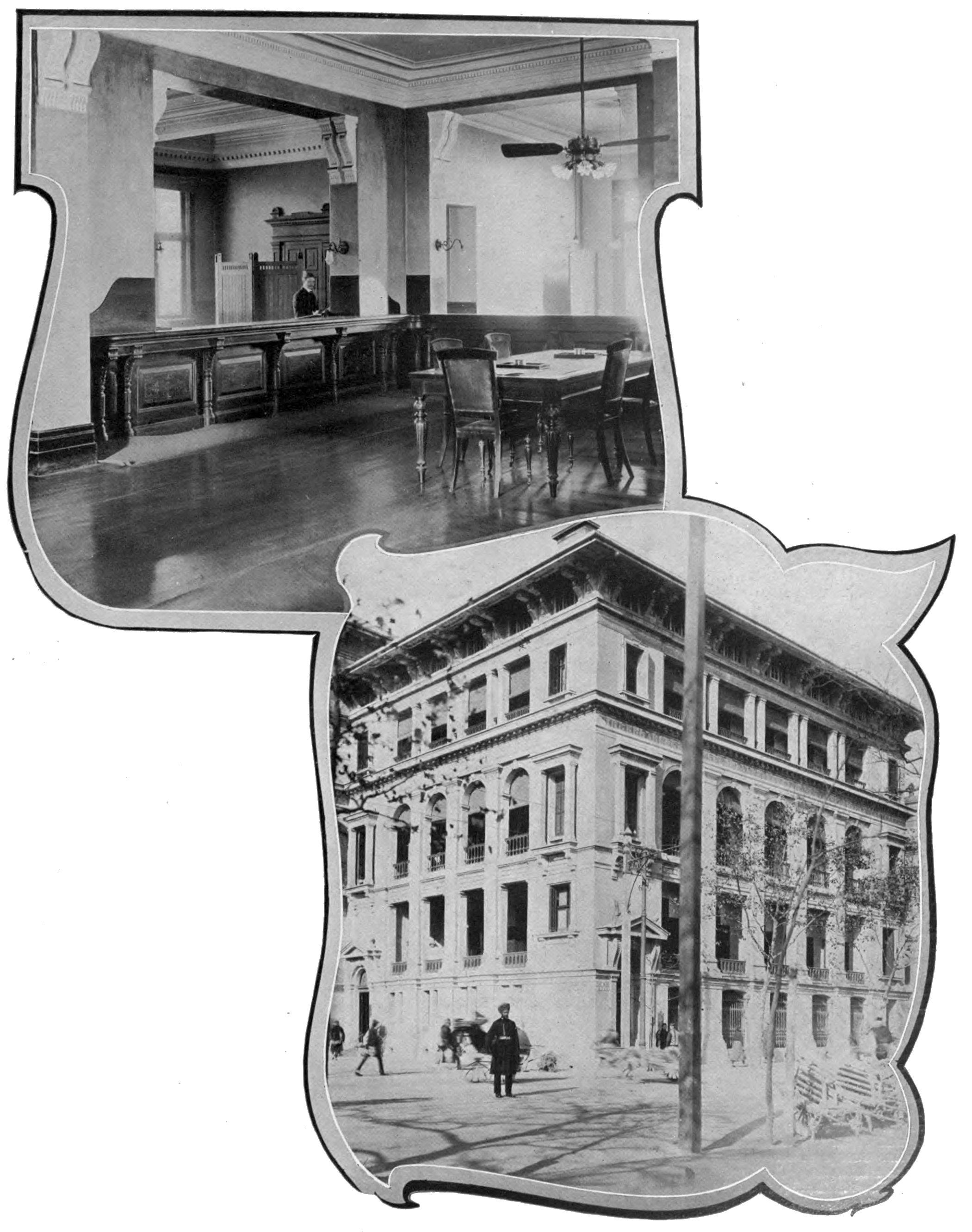
德华银行上海总行，位于今外滩交通银行原址

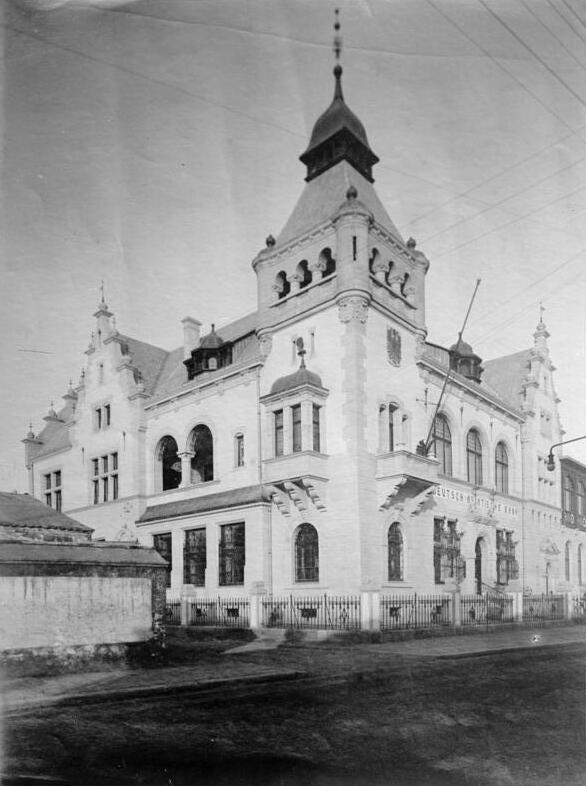
德华银行北京分行旧址，1920年

德华银行（德語：Deutsch-Asiatische Bank，直译为“德意志亚洲银行”），德国于1889年在中国创办的银行，由德意志銀行牽頭，由德国13家大银行联合投资组成，属于德国海外银行系统，为德国资本在华活动的中心机构，资本总额为白银500万两。服务于德国与亚洲地区的贸易，经营存放款、外汇、发钞和投资业务，向中国政府的借款曾达到上亿美元，是1912年成立的五国银行团成员之一，在1914年以前是在华影响力仅次于香港上海汇丰银行的外国银行。
创办日期是1889年5月15日。德华银行总行设于上海。股本银750万两。1896年在柏林设立分行，其后又在天津（1890年）、加尔各答（1896年）、汉口（1897年）、青岛（1898年）、香港（1899年）、济南（1904年）、北京、横滨（1905年）、神户、新加坡、汉堡（1906年）以及广州（1911年）等13个城市设立了分支机构。1914年，日本对德宣战，德华银行青岛分行及其在山东投资的铁路，矿山公司全部被日本接收。1917年，北洋政府也对德国宣战，接管各地德华银行。1920年代，德华银行重新来华發展，但其地位已经远非昔比。1945年后，各地德华银行再次由中国银行接收。
1953年，德意志銀行在漢堡重建德华银行，1972年德意志銀行與EBIC group合辦「歐亞銀行」（Europäisch-Asiatische Bank），德华银行同時併入歐亞銀行。EBIC group後來退出，1986年歐亞銀行更名「德意志銀行（亞洲）」（Deutsche Bank (Asia)），1987年－1988年德意志銀行（亞洲）併入德意志銀行。德意志銀行自身於1995年開始至上海發展。

## 旧址
- 上海总行旧址：最初位于外滩14号，但在一战结束后的1919年被交通银行接管，1946年－1947年拆除重建。1920年代重新来华，新址在九江路89号（四川路）口。新址于1916年竣工，为钢筋混凝土结构，新古典主义风格。立面为花岗岩饰面，无基座，左右各采用了四根贯通三层的科林斯柱，入口处饰巴洛克式山花。后曾改名为江川大楼，今大楼为上海医药工业有限公司所用。1994年，大楼被列入第二批上海市优秀历史建筑。
- 天津分行旧址：建于1921年，为混合结构二层楼房。建筑布局呈对称结构，入口位于外立面中央，两边设有科林斯巨柱。建筑稳重而简洁，室内豪华而大气，是一座具有古典主义特征的建筑。[3]1922年，德华银行在天津重新发展，行址设于天津英租界领事道（今大同道10号），四层砖木结构，建筑面积 3700 平方米。外檐水泥饰面，邻街西端转角作塔楼形，东部以叠落式墙体相陪衬，大坡度人字形屋顶，为现存较早的德意志风格建筑。
- 青岛分行旧址：位于市中心海边的太平路青岛路口，文艺复兴样式，1901年建成。1922年日本占用作为总领事馆。建筑现为民居，同时也是全国重点文物保护单位。战后德华银行重回青岛，行址设于馆陶路青岛取引所，1945年关闭。
- 济南分行旧址：位于经二纬一路西口，1906年成立，是济南第一家外资银行。1922年建筑归属中国银行，现为山东省优秀建筑。
- 北京分行旧址：位于东交民巷，1917年和1945年两次关闭，1966年遭到严重破坏，1992年拆除。
- 汉口分行旧址：位于德租界江岸街，德国领事馆旁，建于1906年，文艺复兴风格，该建筑毁于1944年美国空军轰炸。
- 广州分行旧址：位于沙面英租界。
- 香港分行旧址：位于皇后大道中，1917年被拍賣出售。[4]